# Train to the End of the World
Train to the End of the World (終末トレインどこへいく？, 終末トレインどこへいく？) est une série télévisée d'animation originale produite par Kadokawa et animée par le studio EMT Squared. Elle est réalisée par Tsutomu Mizushima et scénarisée par Miho Tsujibayashi. Elle est diffusée d'avril à juin 2024.
Une adaptation en manga écrite par apogeego et illustrée par Torimura. La série est publiée Kadokawa Shoten par au Japon depuis mars 2024. 

## Synopsis

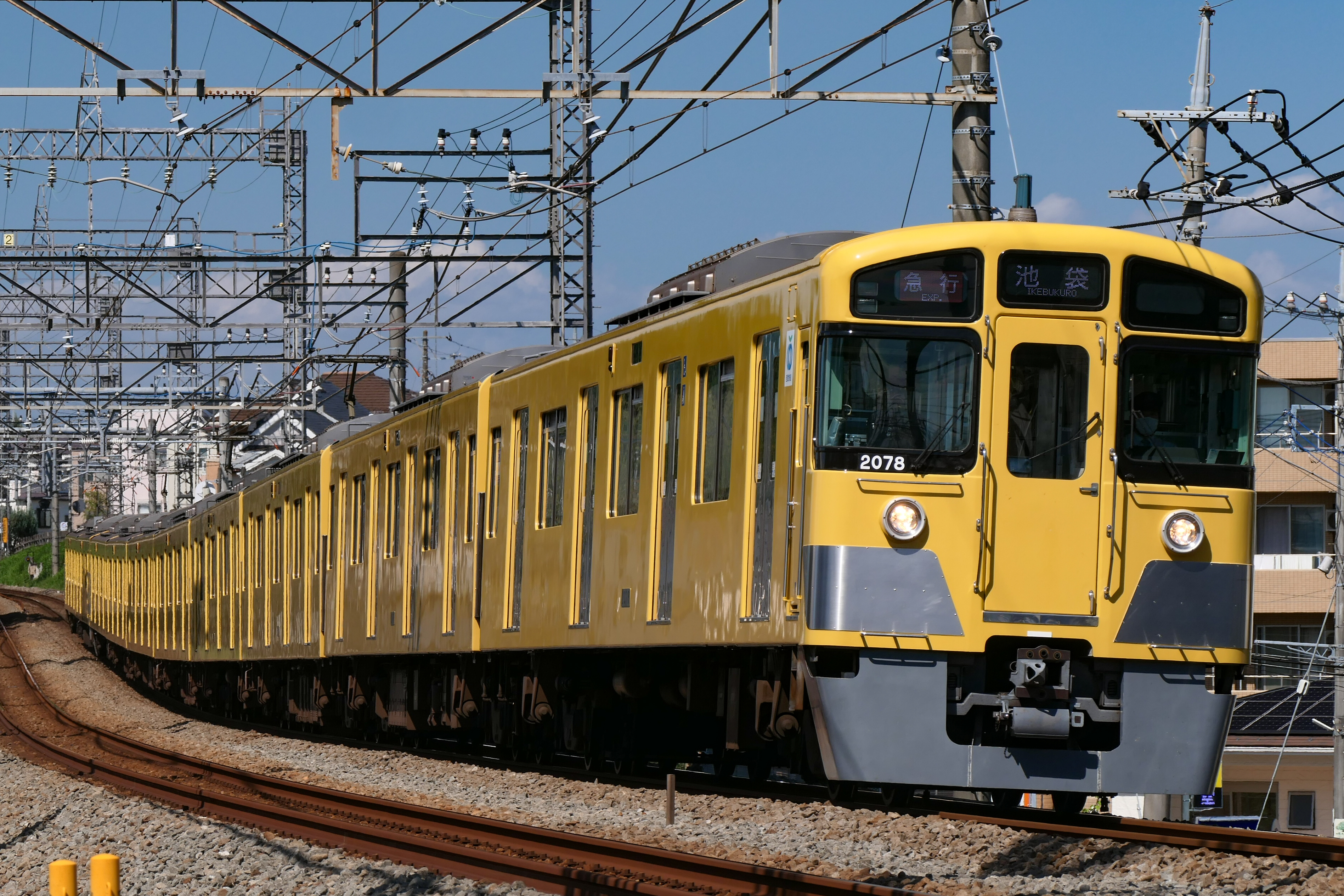
Train de voyageurs de modèle Seibu 2000

Après le déploiement désastreux d’un réseau de téléphonie mobile expérimental nommé 7G qui a déformé la réalité, le Japon se retrouve dévasté. En effet, sa civilisation s'est effondrée et se retrouve réduite à des colonies dispersées et isolées dans tout le pays. Cette catastrophe nommée « Incident 7G », a également provoqué des phénomènes étranges et affecté la population survivante comme les habitants âgés de plus de 21 ans, près de la gare d'Agano (ja) qui se sont transformés en animaux. Deux ans après l'incident 7G, Shizuru Chikura, étudiante et résidente d'Agano, découvre une preuve que son amie et camarade de classe Yōka Nakatomi qui avait disparue, est vivante et se trouve à Ikebukuro. Le pays étant devenu trop hostile pour voyager à pied, Shizuru et ses amis réquisitionnent un train de voyageurs Seibu 2000 (ja) abandonné, qu'ils nommeront plus tard « Apogee », pour suivre la ligne Seibu Ikebukuro jusqu'à Ikebukuro et retrouver Yōka.

## Personnages
Shizuru Chikura (千倉 静留, Chikura Shizuru)
Voix japonaise : Chika Anzai
Étudiante et résidente à Agano, elle vit avec sa grand-mère et sa mère, qui ont été transformées en animaux à la suite de l'incident 7G. Shizuru a passé les deux dernières années depuis la catastrophe à rechercher Yōka, qui a disparu après une dispute ; il est révélé plus tard que leur séparation était dû au fait que Shizuru ne soutenait pas le rêve de Yōka. Après avoir appris que cette dernière était à Ikebukuro, Shizuru et ses amis réquisitionnent un train de voyageurs Seibu 2000 abandonné et se dirigent vers la ville en question pour la retrouver.
Nadeshiko Hoshi (星 撫子, Hoshi Nadeshiko)
Voix japonaise : Azumi Waki (ja)
Une étudiante douce et polie qui accompagne Shizuru dans son voyage à Ikebukuro et agit en tant que la diplomate du groupe, interrompant souvent les disputes entre Reimi et Akira.
Reimi Kuga (久賀 玲実, Kuga Reimi)
Voix japonaise : Erisa Kuon (ja)
Une étudiante énergique et joyeuse qui accompagne Shizuru dans son voyage à Ikebukuro et se dispute souvent avec Akira en raison de leurs différends.
Akira Shinonome (東雲 晶, Shinonome Akira)
Voix japonaise : Hina Kino
Une étudiante intelligente mais renfermée qui accompagne Shizuru dans son voyage à Ikebukuro et a tendance à vouloir rester seule. Elle se dispute souvent avec Reimi en raison de leurs personnalités opposées.
Yōka Nakatomi (中富 葉香, Nakatomi Yōka)
Voix japonaise : Nao Tōyama
La meilleure amie de Shizuru, qui s'est brouillée avec elle car cette dernière l'a découragée d'atteindre son objectif de devenir astronome. Elle a décidé de quitter Agano pour Ikebukuro et est restée piégée là-bas quand il y a eu l'incident 7G.
Zenjirō Taira (平 善治郎, Taira Zenjirō)
Voix japonaise : Kazuyuki Okitsu
Un mystérieux conducteur de train arrivé à Agano et qui décide de rester ici pour le moment. Il apprend à Shizuru comment conduire le train et communique avec son groupe en tapant sur les voies ferrées pour générer un code Morse. Après son arrivée à Agano, il a réussi à conserver son humanité mais a perdu la raison, qu'il peut retrouver temporairement cinq minutes par jour en portant sa casquette d'agent de conduite.
Pochi-san (ポチさん)
Le chien de compagnie de Yōka, qui n'était apparemment pas affecté par la 7G et qui accompagne Shizuru et ses amis dans leur voyage en direction de Ikebukuro.

## Manga
Train to the End of the World est publié au Japon depuis le 25 mars 2024 dans le magazine KadoComi de l'éditeur Kadokawa Shoten. Kadokawa Shoten publie la série sous format tankōbon avec un premier tome le 21 juin 2024. Le 23 juillet 2025, la série contient trois volumes.

### Liste des volumes
| no | Japonais         | Japonais          |
| no | Date de sortie   | ISBN              |
| -- | ---------------- | ----------------- |
| 1  | 21 juin 2024     | 978-4-04-811307-6 |
| 2  | 23 décembre 2024 | 978-4-04-684140-7 |
| 3  | 23 juillet 2025  | 978-4-04-684900-7 |

## Anime
La série télévisée d'animation originale est annoncée le 15 octobre 2022 lors de la journée du chemin de fer (ja) pour fêter le 150e anniversaire du premier chemin de fer japonais,. Elle est produite par le studio d'animation EMT Squared, réalisée par Tsutomu Mizushima et scénarisée par Michiko Yokote qui auparavant, avaient tous deux travaillé sur les séries Shirobako et Kouya no Kotobuki Hikoutai (ja). Le design des personnages est réalisé par Asako Nishida et la musique est composée par Miho Tsujibayashi. La série est diffusée du 1er avril au 24 juin 2024 sur ATX et d'autres chaînes. Pour les francophones, la série est sortie en simulcast sur la plateforme Crunchyroll.
Rei Nakashima interprète le générique du début intitulé GA-TAN GO-TON, tandis que Rokudenashi interprète le générique de fin intitulé Eureka.

### Liste des épisodes
| No   | Titre français                                 | Titre japonais                    | Titre japonais                            | Date de 1re diffusion |
| No   | Titre français                                 | Kanji                             | Rōmaji                                    | Date de 1re diffusion |
| ---- | ---------------------------------------------- | --------------------------------- | ----------------------------------------- | --------------------- |
| 1    | Je ne serai pas longue                         | ちょっと行ってくる                | Chotto ittekuru                           | 1er avril 2024        |
| 2    | Une supposition, une hypothèse, une impression | 推測、だろう、思われる            | Suisoku, darou, omowareru                 | 8 avril 2024          |
| 3    | Une vie courte avec un happy end à la clé      | ショートでハッピーイージーに      | Shōto de happīījī ni                      | 15 avril 2024         |
| 4    | Pourquoi tu caches tes fesses ?                | なんでおしり隠すの？              | Nande oshiri kakusu no?                   | 22 avril 2024         |
| 5    | Se faire désosser                              | 骨にされてしまいます              | Hone ni sarete shimaimasu                 | 29 avril 2024         |
| 6    | C’était si méchant que ça ?                    | そんなにひどいこと言ったかな      | Sonna ni hidoi koto itta kana             | 6 mai 2024            |
| 7    | Un zombie qui rit n’est pas un zombie          | 笑うゾンビはゾンビじゃない        | Warau zonbi wa zonbi ja nai               | 13 mai 2024           |
| 8    | C’est mal, non ?                               | バチ当たらない？                  | Bachi ataranai?                           | 20 mai 2024           |
| 9    | Plus monotone que je le pensais                | 思ってたよりつまんないみたいな    | Omotteta yori tsumannai mitai na          | 27 mai 2024           |
| 10   | Un symbole de décadence et de révolte          | これこそ反抗と退廃の証            | Kore koso hankō to taihai no akashi       | 3 juin 2024           |
| 11   | C’est plus la peine                            | もう無理かな……                    | Mō muri ka na……                           | 10 juin 2024          |
| 11.5 | À bord du train                                | 総集編 ～これまでの終末トレイン～ | Sōshūhen ～Kore made no shūmatsu torein～ | 17 juin 2024          |
| 12   | C’était quoi, la normalité ?                   | いつもって何だっけ                | Itsumottenani dakke                       | 24 juin 2024          |

### Annotations
1. ↑  Les titres français de l'adaptation en anime proviennent de Crunchyroll.

### Œuvres
Édition japonaise
1. 1 2  (ja) « 終末トレインどこへいく？　１ », sur Kadokawa Shoten (consulté le 6 juillet 2024)
2. 1 2  (ja) « 終末トレインどこへいく？　２ », sur Kadokawa Shoten (consulté le 16 décembre 2024)
3. 1 2  (ja) « 終末トレインどこへいく？　３ », sur Kadokawa Shoten (consulté le 16 juillet 2025)